# Белый (вулкан)
Бе́лый вулка́н — базальтовый щитовой вулкан. Расположен на центральной Камчатке, в северной части Срединного хребта.
Абсолютная высота — 2080 м, по другим данным — 2183 м.
Вулкан образовался в неогене и с тех пор был активен. Последнее извержение было примерно пять тысяч лет назад[уточнить], но активность наблюдается — в 1905 году было замечено усиление активности фумарол, а в 1948 году был выброс водяного пара и серы. Основная часть представляет собой щитовой вулкан, вершина которого увенчана стратовулканом.
Располагается на западном склоне хребта, в истоках реки Анчиваям (→ Вотектан → Мутная река → Воямполка). Площадь — около 80 км², объём изверженного материала — 32 км³.
Щитовая часть вулкана сложена напластованием лавовых потоков, угол наклона которых не превышает 8—10°. Мощность потоков колеблется от 6-8 м до 12-14 м. Пирокластический материал в щитовой части вулкана не обнаружен. Щитовая постройка постепенно переходит в более крутую вершинную часть, прослои пирокластического материала здесь доминируют, мощность их достигает 10—12 м. Мощность лавовых потоков резко сокращается и в среднем составляет 3—4 м. Щитовая часть вулкана эродирована слабо (небольшими промоинами), привершинная — значительно сильнее. На многих участках склонов наблюдаются небольшие, но глубокие кары, образовавшиеся в результате современного оледенения. Наиболее интенсивно эродированы северо-западные и юго-восточные склоны вулкана. Вершина хорошо сохранилась и заканчивается двумя кратерами, диаметры которых не превышают 100—120 м. На юго-западном склоне располагается небольшой шлаковый конус с лавовыми потоками. Породы, слагающие вулкан, представлены базальтами и андезито-базальтами. Возраст вулкана голоценовый.